# Översjön (Haverö socken, Medelpad)
Översjön är en sjö i Ånge kommun i Medelpad och ingår i Ljungans huvudavrinningsområde. Sjön är 17 meter djup, har en yta på 1,84 kvadratkilometer och befinner sig 269,7 meter över havet. Sjön avvattnas av vattendraget Ljungan.

## Delavrinningsområde
Översjön ingår i det delavrinningsområde (692641-145274) som SMHI kallar för Utloppet av Översjön. Medelhöjden är 301 meter över havet och ytan är 18,83 kvadratkilometer. Räknas de 401 avrinningsområdena uppströms in blir den ackumulerade arean 3 838,41 kvadratkilometer. Avrinningsområdets utflöde Ljungan mynnar i havet. Avrinningsområdet består mestadels av skog (74 procent). Avrinningsområdet har 1,87 kvadratkilometer vattenytor vilket ger det en sjöprocent på 9,9 procent.